# Wolves in Wolves' Clothing
Albums de NOFX
Never Trust a Hippy
(2006) Coaster
(2009)
Wolves in Wolves' Clothing est le dixième album studio de NOFX. Il est sorti le 18 avril 2006 chez Fat Wreck Chords.
Après le clip de Franco Un-American en 2003, NOFX revient avec Seeing Double at the Triple Rock.

## Titres
1. 60% – 2:25
2. USA-Holes – 2:14
3. Seeing Double at the Triple Rock – 2:09
4. We March to the Beat of Indifferent Drum – 2:38
5. The Marxist Brothers – 2:47
6. The Man I Killed – 1:18
7. Benny Got Blowed Up – 1:05
8. Leaving Jesusland – 2:54
9. Getting High On the Down Low – 1:13
10. Cool and Unusual Punishment – 2:05
11. Wolves In Wolves' Clothing – 1:57
12. Cantado En Español – 1:26
13. 100 Times Fuckeder – 1:57
14. Instant Crassic – 0:34
15. You Will Lose Faith – 2:31
16. One Celled Creature – 1:31
17. Doornails – 2:14
18. 60% (Reprise) – 1:54
19. Untitled Track – 11:29

## Tournée
Le groupe participe à l'édition 2006 du Vans Warped Tour. En janvier 2007, le groupe effectue une tournée en Californie aux côtés de Strike Anywhere, Dead to Me et Love Equals Death (en). En novembre, le groupe part en tournée en Europe avec le soutien des Loved Ones.